# Karisegårde
Karisegårde ligger i udkanten af Karise (Faxe Kommune) – på den anden side af åen, når man kommer fra byen og for enden af vejen. I 1842 besøger H.C. Andersen gården og Karise Kirke på en længere gåtur fra Bregentved Gods, hvor han opholdte sig fra 14. juli til 2. august. 
Fra www.kulturarv.dk;
Til matr.nr: Karisegårde matr.nr. 4a omfatter voldgravsrest Karisegårde matr.nr. 5a omfatter "Karisegårde" Ruinen af det middelalderlige "Karisegårde" samt voldgravsrest Fredningen omfatter det bevarede mur, som har en syld af kvader- hugne kridtsten og derover 6 - 7 skifter munkesten. Grundfladen er nærmest firkantet (ca. 5 x 8 m). Voldgravsrest: Resten af den voldgrav, som har omgivet det middelalderlige Karisegårde. Voldgraven må således ikke beskadiges ved gravning, tilførsel af jord, affald eller på nogen anden måde forstyrres.
Niels Jensen købte i 1897 gården matr. nr. 4 a Karise med 29.2 ha. kaldet Karisegårde. Gården ligger på det gamle voldsted fra den gamle borg Karisegård. Den var oprindelig fæstegård under Bregentved Gods og blev købt til arvefæste i 1881. Han kom fra Lemgården i Strøby hvorfra også hans hustru Ane Marie kom fra.
Niels Jensen byggede nyt stuehus i 1905 og senere også en ny kostald. En kostald som hans mor havde lovet at betale, men hun døde, inden den var færdig.
Niels Jensen var en afholdt mand i byen og var en tid medlem af byens sogneråd. Han drev Karisegårde i 40 år med stor dygtighed, står der bl.a. i hans nekrolog. Her står også; "Mandag aften førtes kisten fra hjemmet til kapellet efter en højtidelighed i hjemmet, hvor kisten var hensat på det sted i haven, som var hans og hustruens yndlingsplet og hvor den ældste søn Niels Jensen, sagde et gribende farvel til faderen og takkede ham for alt, han havde været for ham og hans 12 søskende og deres mor. Kisten blev ført til kapellet på Niels Jensens egen vogn, trukket af hans skimler og fulgt af en lang række vogne". Niels Jensen døde i 1935 – 66 år.
Niels og Ane Marie blev gift i 1897 og året efter kom så den førstefødte en søn, som kom til at bære ”slægtsnavnet” Niels. Ane Marie var nu 25 år og de kommende børnefødsler fulgte tæt efter hinanden til den sidste og 13. blev født i 1917, hvor hun var 44 år. Sidstfødte Johanne Louise Jensen, døde som den sidste af de 13 søskende, i 2012, 94 år gammel. Johanne Jensen var næsten jævnaldrende med sin mor da hun fik sit sidste barn i 1963, Niels Thomas Jensen. Hun var da 45 år, hendes mor 44 år da hun fødte hende. Johanne Jensen blev gift med skovfogeden Thorkild Jensen i Jægerspris i 1940. I september 1942 fik de datteren Kirsten, som de mistede i juni 1943 da hun døde af meningitis. De fik i juni 44 datteren Marianne, der var født med en genfejl og derfor mentalt tilbagesat. Ægteskabet blev opløst i 1944 på grund af utroskab, i første omgang Thorkild Jensen med "den unge pige i huset" og senere også Johanne med Børge Jensen, som hun senere blev gift med.
Niels og Ane Marie mister også en datter, Mathilde, i juli 1942, samme år, efter hun havde født sin datter Randi 30. marts.
Efter Niels Jensens død og efter Emil havde købt gården, boede Ane Marie på aftægt hos dem indtil sin død i november 1953.
Som børn og unge har de mange søskende og deres efterkommere gode minder fra dette sted. De seks af søstrene har alle holdt deres bryllupper her, det har været midtpunktet for runde fødselsdage og mange af børnebørnene har holdt ferier her i kortere eller længere tid. Da Sigrid og Emil Jensen havde gården, stod dørene altid åbne for nevøer og niecer. Også for de yngste, der var langt yngre end deres egne børn, Hans-Ole, Niels-Jørgen og Flemming. Et par stykker af dem har arbejdet som karl på gården. Niels-Jørgen har senere overtaget gården, og bor i dag i 2015, på gården sammen med sin kone Ulla. Han har forpagtet en hel del jord omkring gården, og med hjælp fra sønnen  er han en arbejdsom landmand.
De færreste efterlevende børnebørn har kendt deres farfar og flere heller ikke deres mormor. I alt fik de 34 børnebørn, så det har været noget af en flok ved familiesammenkomsterne, som bl.a. blev holdt på Karise Højskole. I dag holdes der fætter/kusinesammenkomst på Karisegårde hos barnebarnet Niels-Jørgen.
6 sønner og 7 døtre fik Niels og Ane Marie Jensen og 34 børnebørn. Kun 1 af børnebørnene har i dag med landbruget at gøre, nemlig Niels-Jørgen, der i dag er bosat på Karisegårde (2015). Børnebørnene er spredt over hele landet, i Sverige, Spanien og USA.
Flere af de yngste børn fik en uddannelse. Agnes blev sygeplejerske, Rigmor skolelærerinde, Ejlif landbrugskandidat, regnskabskonsulent i Karise.
- 1898 - Niels Jensen - Kom hjem i Garder Uniform og elskede kortspil iflg. Johanne Jensens erindringer.
- 1899 - Johannes Jensen - Ejer Store Heddinge Dampvaskeri. Iflg. Johanne Jensen, var han kommet på "forkert hylde", han skulle have været historiker. Havde stor viden og interesse for dette.
- 1901 - Mathilde Jensen - En elskelig "pige" og et ualmindeligt sødt og hjælpsomt menneske og " reservemor" for Johanne Jensen. Hun var dygtig til alt men også meget forfængelig - hun polerede bl.a. negle i et stykke skind fir at få dem blanke. Altid i godt humør, elskede blomster og havde en flot have. Johanne boede hos Mathilde, da der var mund- og klovsyge på Karisegårde. Sov på 1 salen, hvor hun tissede i en urtepotte, fordi hun ikke turde gå ned.
- 1904 - Rigmor Jensen - Skolelærerinde
- 1906 - Karen Jensen
- 1907 - Knud Jensen - Landmand. Bestyrer af Karisegårde fra 1935 til 1940. Et dejligt menneske, men også meget sparsommelig. Da han var bestyrer på Karisegårde, kunne Ane Marie ikke få penge til en togbillet, så hun måtte bruge af sin arv fra farmoren.
- 1909 - Sven Ejlif Jensen - Iflg. Johanne Jensen, en af de bedste brødre i flokken.
- 1910 - Emil Jensen - landmand og ejer af Karisegårde fra 1940 indtil 1972. Var altid på nakken af Johanne - den lille lillesøster.
- 1911 - Sigrid Jensen - også på nakken af Johanne. Ane Marie sagde om dette; Hun trænger til at blive gift, fordi hun var lidt tvær og på nakken af sine søskende.
- 1912 - Einar Jensen - Dygtig gymnast som barn.
- 1914 - Agnes Jensen - sygeplejerske
- 1916 - Dagmar Jensen
- 1917 - Johanne Jensen - pianist og gymnastikunderviser

## Ejerliste for Karisegårde.
- I 1794 fæstede Bregentved gården til Jens Pedersen.
- I 1834 ægtede hans hans datter efterfølger Anders Larsen.
- I 1836 ægtede Hans Jensen enken til Anders Larsen efter dennes død året inden. Hans Jensen overtog her fæstet og købte gården.
- I 1881 blev gården til arvefæste.
- I 1892 overtog sønnen Hans Hansen efter sin far.
- I 1897 blev gården solgt til Niels Jensen, yngste søn fra Lemgård i Strøby.
- I 1935 dør Niels Jensen og enken Ane Marie driver gården videre med sønnen Knud Jensen som bestyrer.
- I 1940 køber sønnen Emil Jensen ejendommen.
- I 1972 overtager Niels Jørgen Jensen gården - søn af Emil Jensen og Niels Jensens barnebarn..

|  | Denne artikel om en bygning eller et bygningsværk kan blive bedre, hvis der indsættes et (bedre) billede. Du kan hjælpe ved at afsøge Wikimedia Commons for et passende billede eller lægge et op på Wikimedia Commons med en af de tilladte licenser og indsætte det i artiklen. |

55°18′46″N 12°11′28″Ø / 55.31291°N 12.19121°Ø